# Oileus nonstriatus
Oileus nonstriatus is een keversoort uit de familie Passalidae. De wetenschappelijke naam van de soort is voor het eerst geldig gepubliceerd in 1936 door Dibb.